# Plateau d'Hauteville
Plateau d'Hauteville è un comune francese sito nel dipartimento dell'Ain, nella regione Alvernia-Rodano-Alpi. Si tratta di un comune di nuova costituzione che dal 1º gennaio 2019 è stato creato con la fusione tra i comuni di Cormaranche-en-Bugey, Hauteville-Lompnes, Hostiaz e Thézillieu, che ora ne costituiscono le rispettive frazioni.